# Actinote desmiala
Actinote desmiala är en fjärilsart som beskrevs av Jordan 1913. Actinote desmiala ingår i släktet Actinote och familjen praktfjärilar. Inga underarter finns listade i Catalogue of Life.